# Micrargus pervicax
Micrargus pervicax är en spindelart som först beskrevs av Denis 1947.  Micrargus pervicax ingår i släktet Micrargus och familjen täckvävarspindlar.
Artens utbredningsområde är Frankrike. Inga underarter finns listade i Catalogue of Life.